# Devil’s Playground (Album)
Devil’s Playground ist das sechste Studioalbum des britischen Musikers Billy Idol. Es erschien im März 2005 bei Sanctuary Records und ist das Comeback-Studioalbum nach zwölf Jahren Pause.

## Entstehung und Stil
Das von vielen Kritikern verrissene, im Vergleich zu den 1980ern weniger erfolgreiche Album Cyberpunk sowie ein Knebelvertrag mit Chrysalis Records hatten zu der Zwangspause geführt. Sanctuary Records hatte Idol nun für das Comeback absolute künstlerische Freiheit zugesagt und hielt sich auch daran. Ein weiteres Mal wurde er durch den Gitarristen Steve Stevens unterstützt. Produziert wurde das Album von Keith Forsey. Mit Plastic Jesus wurde ein Coversong aufgenommen, dessen Original Ed Rush und George Cromarty zugeschrieben wird. Das Album enthält zwei ähnlich nach Frauennamen betitelte Stücke, Sherri und Cherie, von denen ersterer ein Popsong, letzteres ein Akustikstück ist. Ansonsten sind einige schnelle, zwischen Hardrock und melodischem Punkrock angesiedelte Stücke enthalten, wie etwa das eröffnende Super Overdrive. In der Folgezeit spielte Billy Idol weltweit einige Festivals und trat auch bei der Warped Tour auf.

## Rezeption
Das Album erreichte Platz 15 in Deutschland, Platz 46 in den USA. Stephen Thomas Erlewine von Allmusic vergab zwei von fünf Punkten. Er schrieb, das Album weise in eine interessante, fruchtbare Richtung für Idol, eine, die seinem Veteranen-Status Rechnung trägt, ohne gealtert zu klingen.
Der Song Scream wurde in einer Folge von Viva La Bam verwendet.

## Titelliste
1. Super Overdrive (Billy Idol; Brian Tichy)  – 4:18
2. World Comin' Down (Billy Idol; Brian Tichy)  – 3:33
3. Rat Race (Billy Idol; Steve Stevens) – 4:17
4. Sherri (Billy Idol)  – 3:17
5. Plastic Jesus (Ed Rush;George Cromarty)  – 4:53
6. Scream (Billy Idol; Brian Tichy)  – 4:42
7. Yellin' at the Xmas Tree (Billy Idol; Brian Tichy)  – 4:14
8. Romeo's Waiting (Billy Idol; Steve Stevens)  – 3:42
9. Body Snatcher (Billy Idol; Brian Tichy)  – 3:57
10. Evil Eye (Billy Idol; Brian Tichy)  – 4:32
11. Lady Do or Die (Billy Idol; Brian Tichy)  – 4:37
12. Cherie (Billy Idol; Brian Tichy) – 3:47
13. Summer Running (Billy Idol; Steve Stevens)  – 4:30